# Václav Nedomanský
Václav Nedomanský, född 14 mars 1944 i Hodonín, Tjeckoslovakien, är en tjeckisk-slovakisk före detta professionell ishockeyspelare, känd för att vara den förste ishockeyspelaren, tillsammans med lagkamraten Richard Farda, som hoppade av från Öst till Väst för att spela i Nordamerika.

## Karriär
Från 18-årsåldern och tolv säsonger framåt spelade Nedomanský för HC Slovan Bratislava  i den tjeckoslovakiska ishockeyligan Extraliga. Han var dessutom bofast i det tjeckoslovakiska landslaget från 1965 till 1974. Han blev världsmästare 1972 och deltog i två Olympiska vinterspel, 1968 och 1972.
Václav Nedomanský hoppade 1974 av från Tjeckoslovakien, tillsammans med Richard Farda, till Nordamerika via Schweiz. Enligt IIHF:s regler blir alla spelare som olagligt byter nationalitet, med andra ord om man hoppade av till väst, automatiskt avstängda från spel i 18 månader. Dock kunde de spela i ligan World Hockey Association, WHA, då denna inte styrdes av IIHF:s regler. 
Nedomanský spelade drygt tre säsonger i WHA med Toronto Toros och Birmingham Bulls, med ett poängrekord säsongen 1975–76 på 56 mål och 42 assist för 98 poäng. Han vann Paul Deneau Trophy för sportmannamässigt uppförande under säsongen 1975–76. 1977 blev han free agent och klar för spel med Detroit Red Wings i NHL. Han spelade i Detroit under fem säsonger och den bästa säsongen poängmässigt av dessa gjorde han 74 poäng på 79 matcher. Han avslutade sin aktiva karriär 39 år gammal då han 1982–83 spelade för St. Louis Blues och New York Rangers.
Under säsongerna 1987 till 1989 var Nedomanský tränare i den tyska ishockeyligan, Bundesliga, för Schwenninger ERC, innan han flyttade till Österrike och ett tränarjobb i Innsbruck.
Idag verkar han som aktiv ledare för Slovakiens herrlandslag i ishockey i Nordamerika. Han verkar också som scout i Europa åt Los Angeles Kings.

## Meriter
- Vinnare av poänligan i VM 1971, 1972 och 1974
- Vinnare av målligan i VM 1967, 1971, 1972 och 1974
- Vald av IIHF som bäste forward i VM 1974
- All-Star Team VM 1969, 1970, 1974
- WHA Daneau Trophy 1976
- IIHF Hall of Fame 1997